# Barotac Viejo
Barotac Viejo is een gemeente in de Filipijnse provincie Iloilo op het eiland Panay. Bij de laatste census in 2010 telde de gemeente ruim 41 duizend inwoners.

## Geografie

### Bestuurlijke indeling
Barotac Viejo is onderverdeeld in de volgende 26 barangays:
| - Bugnay - California - Del Pilar - De la Peña - General Luna - La Fortuna - Lipata - Natividad - Nueva Invencion - Nueva Sevilla - Poblacion - Puerto Princesa - Rizal | - San Antonio - San Fernando - San Francisco - San Geronimo - San Juan - San Lucas - San Miguel - San Roque - Santiago - Santo Domingo - Santo Tomas - Ugasan - Vista Alegre |

## Demografie
Barotac Viejo had bij de census van 2010 een inwoneraantal van 41.470 mensen. Dit waren 2.144 mensen (5,5%) meer dan bij de vorige census van 2007. Ten opzichte van de census van 2000 was het aantal inwoners gegroeid met 5.156 mensen (14,2%). De gemiddelde jaarlijkse groei in die periode kwam daarmee uit op 1,34%, hetgeen lager was dan het landelijk jaarlijks gemiddelde over deze periode (1,90%).

De bevolkingsdichtheid van Barotac Viejo was ten tijde van de laatste census, met 41.470 inwoners op 185,78 km², 223,2 mensen per km².